# (5627) Short
(5627) Short ist ein im inneren Hauptgürtel gelegener Asteroid. Der Himmelskörper wurde vom britisch-australischen Astronomen Robert McNaught am 16. Juni 1991 am Siding-Spring-Observatorium (IAU-Code 413) entdeckt. Das Observatorium befindet sich in der Nähe von Coonabarabran, Australien und ist Teil der Research School of Astronomy & Astrophysics (RSAA) der Australian National University (ANU).
Der Asteroid gehört zur Hungaria-Gruppe. Charakteristisch für diese Gruppe ist unter anderem die 9:2-Bahnresonanz mit dem Planeten Jupiter. Der Namensgeber für die Hungaria-Gruppe ist der Asteroid (434) Hungaria.
Der mittlere Durchmesser von (5627) Short wurde mithilfe des Wide-Field Infrared Survey Explorers (WISE) mit 2,679 (±0,287) km berechnet, die Albedo mit 0,519 (±0,134). Die Sonnenumlaufbahn des Asteroiden hat mit 26,3570 Grad eine hohe Bahnneigung gegenüber der Ekliptik des Sonnensystems und ist bei einer Exzentrizität von 0,0213 nahezu kreisförmig. Die Rotationsperiode des Asteroiden wurde von Adam Waszczak et al 2015 untersucht sowie von Kenneth Zeigler et al 2017. Die ermittelten Lichtkurven reichten jedoch nicht zu einer Bestimmung aus. Erst Robert D. Stevens und Brian D. Warner gelang es bei Beobachtungen am Center for Solar System Studies (CS3) vom 15. bis 18. April 2019, die Rotationsperiode zu bestimmen. (5627) Short dreht sich in 5,365 (±0,002) Stunden um sich selbst.
(5627) Short wurde am 17. Januar 2022 nach dem britischen Mathematiker, Optiker und Teleskopbauer James Short (1710–1768) benannt. Nach James Short war schon 1935 ein Mondkrater auf der südlichen Mondvorderseite benannt worden: Mondkrater Short.